# Piazza del Popolo (Montalcino)
Piazza del Popolo è la principale piazza di Montalcino.

## Storia
Non abbiamo notizie sulla nascita della piazza. Originariamente la piazza prendeva il nome di Piazza del Mercato, dato che vi veniva svolto il mercato cittadino. Con l'Unità d'Italia la piazza cambiò nome in piazza Principessa (dal 1878 Regina) Margherita. L'attuale nome venne messo il 15 gennaio 1945, dal Commissario prefettizio di Montalcino, seguendo una disposizione della Repubblica Sociale Italiana che obbligava tutti i Comuni ad eliminare i nomi di vie e piazze intestati ai membri di Casa Savoia.
Il Palazzo dei Priori e la sua torre vennero costruiti tra la fine del XIII e l'inizio del XIV secolo (le prime notizie si hanno dal 1285). La parte inferiore della struttura, originariamente, era adibita a magazzino del sale; ma durante la Repubblica di Siena riparata in Montalcino quest'ultima fu trasformata nella sede della Zecca di Stato della Repubblica. Dopo la caduta della Repubblica di Siena, sempre nella parte inferiore del Palazzo fu aperta una loggia a tre arcate in cui vi fu posta la statua di Cosimo I de' Medici, quest'ultima è erroneamente chiamata dai montalcinesi "Giangastone"; in più la torre del Campanone fu rialzata. Il Palazzo fu completamente ristrutturato negli anni '30 del '900. 
Le Logge, generalmente indicate con il nome di "Cappellone", sono state costruite in 2 periodi diversi: la prima parte, che aveva la funzione di cappella pubblica (da qui "Cappellone") fu costruita nel XIII secolo; mentre la seconda parte fu costruita tra la fine del XIV e l'inizio del XV secolo. Dalle Logge si aprivano delle enormi aperture da cui si poteva vedere la Val d'Orcia. Nel 1874 la cappella pubblica fu demolita.
Nel 1888, sul lato destro della piazza (guardando da via Mazzini), fu aperta la storica "Fiaschetteria", da Ferruccio Biondi Santi, trasformata nell'attuale locale liberty nel 1897. Oggi è all'interno dell'elenco dei locali storici d'Italia.

## Descrizione
La piazza, centrale al paese e non molto grande, presenta una forma grossomodo triangolare ed è delimitata (se si guarda da Via Mazzini): a sinistra dalle Logge e dalle abitazioni, a dritto dal Palazzo dei Priori (l'edificio principale della Piazza) con la sua altissima torre e a destra da altre abitazioni.